# Musée historique de l'industrie textile et du vêtement
Le musée historique de l'industrie textile et du vêtement (en hongrois : Textilmúzeum) est un musée situé dans le 3e arrondissement de Budapest. 